# VW Volksbus

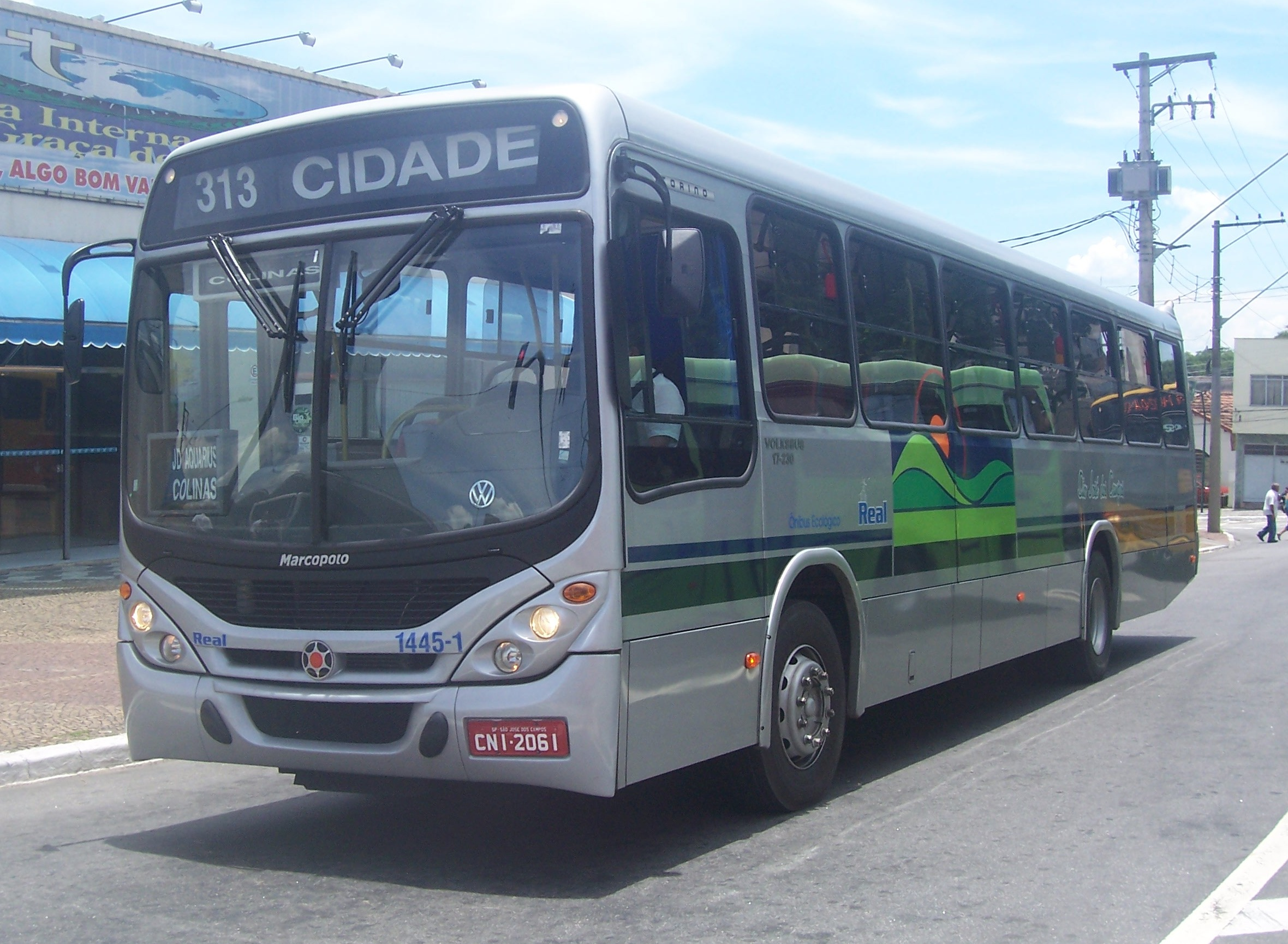
Volksbus 17.230 EOD mit Marcopolo-Aufbau in Brasilien

Der VW Volksbus ist eine Omnibus-Chassisreihe der Traton-Tochter Volkswagen Caminhões e Ônibus, die hauptsächlich für den südamerikanischen Markt produziert wird. Eine breite Palette von Fahrgestellen ermöglicht den Einsatz sowohl im Stadtverkehr als auch im Überlandverkehr. Die Fertigung der Modellreihe begann 1993.
Volkswagen Caminhões e Ônibus erzielte mit dem VW Volksbus in Südamerika 2006 einen Marktanteil von rund 28 %. Nach relativ 22 % Steigerung gegenüber dem Vorjahresquartal wurden im 1. Quartal 2007 1700 Exemplare ausgeliefert. Nach China und vor den USA ist Brasilien das Land mit der weltweit zweithöchsten Herstellungszahl an Bussen.

## Technik
Die Radstände unterscheiden sich je nach Fahrgestell und Gesamtgewicht. Eine Besonderheit war das Fahrgestell des Langstreckenbusses VW 18.320 EOT mit den elektronischen Komponenten. Es hatte dieselbe 8,3l-Reihensechszylinder-Cummins-ISC-Maschine wie der VW Constellation Titan Tractor, jedoch mit höherer Leistung und höherem Drehmoment. Die bekannten Eigenschaften der mechanischen Version behielt die neue elektronische Version bei. Dazu zählten ein modulares Fahrgestell, eine Luftfederung und serienmäßige Alu-Räder. Der Aufbau ist maximal 12 m lang, bei Anbau eines Gepäckträgers am Heck 13,2 m.

## Fahrgestelle und Aufbauten
Die Volksbus-Fahrgestelle werden in drei Grundversionen als Mini-/Midibus (Frontmotor) als Solobus (Front- oder Heckmotor) und Gelenkbus (Schubgelenkbus) für ein Bruttogesamtgewicht von 5 bis 26 Tonnen produziert. Die eingesetzten Motoren stammen je nach Modell von MAN Diesel & Turbo, Caterpillar oder Cummins.
Die Aufbauten sind je nach Chassis von den Karosseriebauunternehmen Marcopolo, Neobus, Mascarello, Comil, Irizar und CAIO erhältlich.

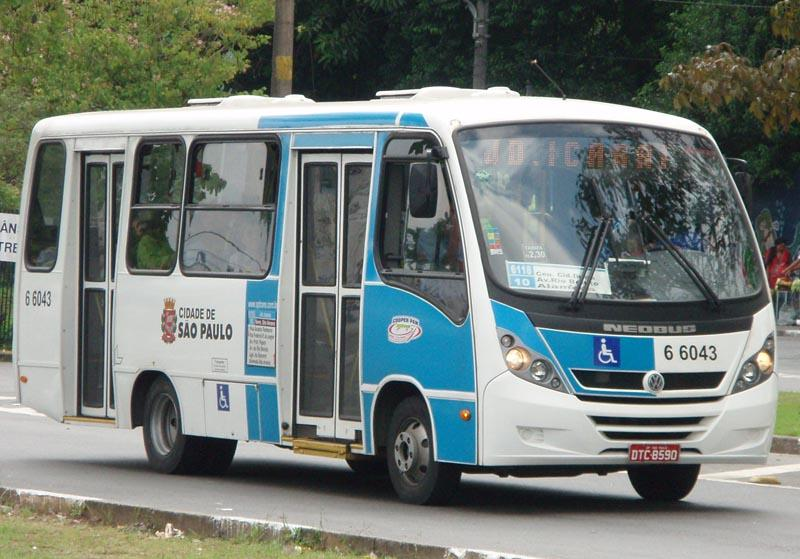
Omnibus mit Neobus-Aufbau in São Paulo
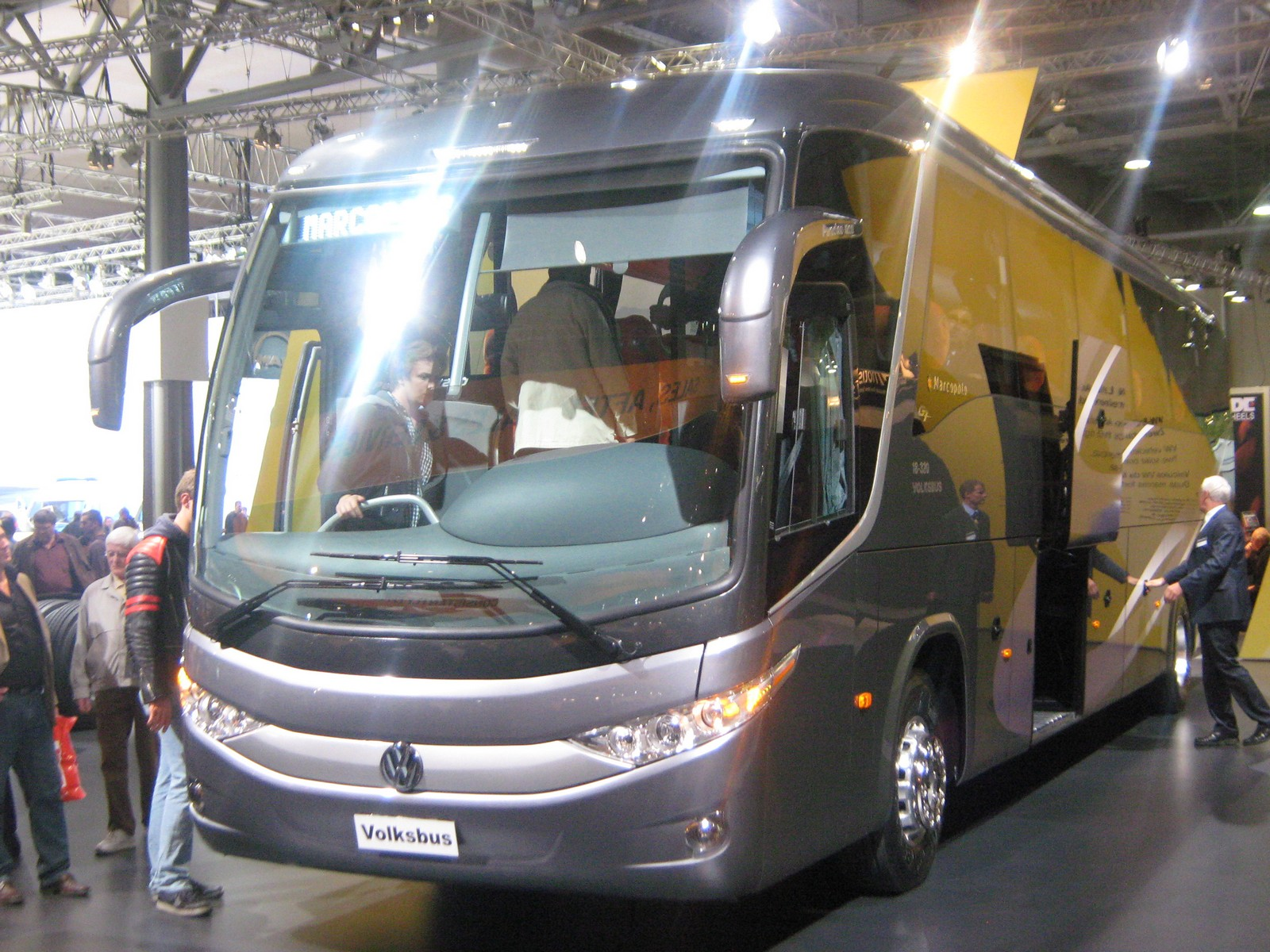
Marcopolo Paradiso auf einem Volksbus 18.320-Chassis
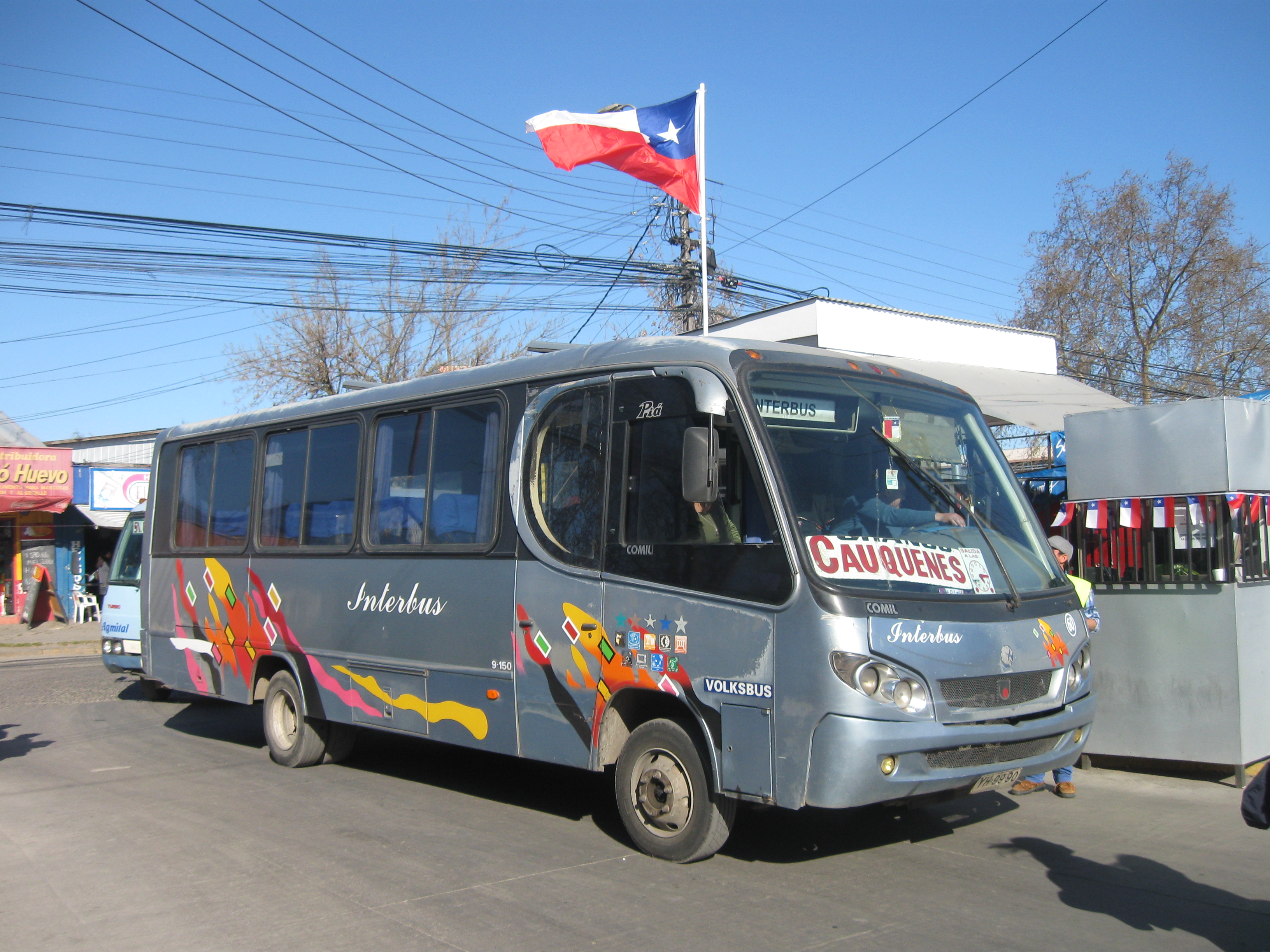
Neobus Thunder als Intercitybus in Chile